# Iban Mayoz
Iban Mayoz Echeverría (San Sebastián, Guipúzcoa, 30 de septiembre de 1981) es un ciclista español.

## Trayectoria
En su niñez vivió en Urrestilla, localidad cercana a Azpeitia.
Debutó como profesional el año 2004 con el equipo Relax-Fuenlabrada.
Despuntó tanto en cadetes como en juveniles lo que hizo que uno de los mejores equipos del campo aficionado se fijase en él, el Orbea. Consiguió tres victorias en aficionados. Aunque no sean muchas victorias su trabajo a favor de sus compañeros hizo que el Relax-Fuenlabrada se fijara en él para incorporarlo a su equipo.
Sus grandes logros como profesional han sido las clasificaciones de las metas volantes de la Bicicleta Vasca y de la Vuelta al País Vasco en sus respectivas ediciones de 2008. El año 2008 completó un gran inicio de temporada consiguiendo el octavo puesto de la general en la Vuelta a Andalucía y el noveno en la Vuelta a La Rioja. Este último realizó también un gran Giro de Italia, consiguiendo el 22º puesto de la general, además de numerosos puesto de honor (3º en la etapa 13) y meterse en numerosas fugas. El 20 de noviembre de 2009 adelantaba el propio corredor a una página web que correría durante la temporada 2010 en el equipo cántabro Footon-Servetto, siendo confirmado un día después por el equipo.

## Palmarés
Todavía no ha conseguido victorias como profesional.

## Resultados en Grandes Vueltas
| Carrera | Carrera         | 2004 | 2005 | 2006  | 2007 | 2008 | 2009 | 2010 |
| ------- | --------------- | ---- | ---- | ----- | ---- | ---- | ---- | ---- |
|         | Giro de Italia  | —    | —    | 128.º | —    | —    | Ab.  | 22.º |
|         | Tour de Francia | —    | —    | —     | —    | —    | —    | Ab.  |
|         | Vuelta a España | —    | —    | —     | —    | 39.º | —    | —    |

—: no participa
Ab.: abandono

## Equipos
- Relax-Fuenlabrada (2004-2005)
- Euskaltel-Euskadi (2006-2007)
- Xacobeo Galicia (2008-2009)
- Footon-Servetto (2010)